# Катастрофа SA-227 под Бейфилдом
Катастрофа SA-227 под Бейфилдом — авиационная катастрофа, произошедшая 19 января 1988 года. Авиалайнер Swearingen SA227-AC Metro III авиакомпании Trans-Colorado Airlines (работала под маркой Continental Express) выполнял внутренний рейс TCE 2286 по маршруту Денвер—Дуранго, но при заходе на посадку врезался в деревья и рухнул на землю около Бейфилда. Из находившихся на его борту 17 человек (2 пилота и 15 пассажиров) погибли 9.

## Самолёт
Swearingen SA227-AC Metro III (регистрационный номер N68TC, серийный AC-457) был выпущен в 1981 году (первый полёт совершил 1 октября). В мае 1986 года был куплен авиакомпанией Trans-Colorado Airlines. Оснащён двумя турбовинтовыми двигателями Garrett TPE331-11U-611G. На день катастрофы налетал 11 895 часов.
Впоследствии расследование причин катастрофы осложнилось тем, что разбившийся самолёт не был оснащён ни речевым, ни параметрическим самописцами, так как Федеральное управление гражданской авиации США (FAA) в то время не требовало их установки на небольшие региональные самолёты. После катастрофы рейса TCE 2286 FAA предписало установить бортовые самописцы на всех самолётах, выполняющих регулярные рейсы.

## Экипаж
Экипаж рейса TCE 2286 состоял из двух пилотов:
- Командир воздушного судна (КВС) — 36-летний Стивен С. Сильвер (англ. Stephen S. Silver). Опытный пилот, в авиакомпании Trans-Colorado Airlines проработал 1 год и 7 месяцев (с 27 мая 1986 года). Налетал 4184 часа, 3028 из них на SA-227 (1707 из них в качестве КВС)[10].
- Второй пилот — 42-летний Ральф Д. Харви (Ralph D. Harvey). Опытный пилот, в авиакомпании Trans-Colorado Airlines проработал 6 месяцев (с 23 июня 1987 года). Налетал свыше 8500 часов, 305 из них на SA-227[10].

## Хронология событий
Рейс TCE 2286 вылетел из Денвера в 18:20 MST и взял курс на Дуранго, на его борту находились 2 пилота и 15 пассажиров.
В 18:53 рейс 2286 сообщил о достижении эшелона FL230 (7000 метров). Затем авиадиспетчер сообщил рейсу 2286 о снижении видимости в Дуранго с потолком облачности 240 метров, небольшим снегопадом и туманом в этом районе. В 19:00 авиадиспетчер спросил пилотов рейса 2286, хотят ли они совершить заход по системе посадки по приборам (ILS) на взлётную полосу № 2 или визуальный на ВПП № 20. С места нахождения рейса 2286 при совершении посадки по ILS для захода на посадку на ВПП № 2 потребовался бы обратный курс, что увеличило бы время полёта на 10 минут по сравнению с более прямым заходом на посадку для ВПП № 20. Командир выбрал заход на посадку на ВПП № 20 для экономии времени и затем передал управление второму пилоту.
В 19:03 рейс 2286 получил разрешение на снижение с высоты 7000 метров к аэропорту Дуранго. Лайнер снижался с вертикальной скоростью 900 м/мин, что более чем в три раза превышало скорость, предусмотренную для захода на посадку. В 19:14 пилоты рейса 2286 получили разрешение на заход на посадку на ВПП № 20 в Дуранго и сообщили о достижении эшелона FL140 (4250 метров); это было последнее радиосообщение с борта рейса TCE 2286. Лайнер продолжил снижение и в 19:20 MST концом левого крыла врезался в деревья, накренился влево, резко потерял высоту и рухнул на землю, проскользив по ней несколько метров. От удара и скольжения по земле у лайнера полностью разрушилась носовая часть с кабиной пилотов вплоть до крыльев, пожара на месте катастрофы не возникло.
Катастрофа произошла в лесу около Бейфилда (Колорадо) и в 8 километрах от аэропорта Ла-Плата. Один из выживших в катастрофе преодолел пешком по снегу более 1,5 километров, пытаясь найти помощь. Из 17 человек на борту самолёта погибли 9 — оба пилота и 7 пассажиров; из выживших 8 пассажиров 7 получили серьёзные травмы и 1 не пострадал. Были повреждены и уничтожены несколько деревьев, разбившийся самолёт был оценён в $ 3 000 000.

## Расследование
Расследование причин катастрофы рейса TCE 2286 проводил Национальный совет по безопасности на транспорте (NTSB).
Во время расследования следователи узнали, что второй пилот Харви в прошлом (до прихода в Trans-Colorado Airlines) злоупотреблял алкоголем, но за день до катастрофы он прошёл медицинский осмотр и на тот момент было установлено, что он не употреблял алкоголь или запрещённые вещества. Кроме того, анализы тела Харви на алкоголь или наркотики были отрицательными.
Но в ходе расследования другой пилот авиакомпании Trans-Colorado Airlines сообщил NTSB о том, что после катастрофы рейса TCE 2286 он столкнулся с женщиной, которая утверждала, что является невестой командира Сильвера и сказала ему, что «приняла пакетик кокаина» вместе с Сильвером в ночь перед катастрофой. NTSB попытался связаться с женщиной и допросить её, но безуспешно. Проведённые анализы тела Сильвера обнаружили в его крови и моче следы кокаина и его метаболитов. В итоге NTSB пришёл к выводу, что КВС Сильвер (предположительно) употреблял кокаин за 12—18 часов до катастрофы и из-за этого его навыки пилотирования ухудшились.
Окончательный отчёт расследования NTSB был опубликован 4 февраля 1989 года. Согласно отчёту:

Национальный совет по безопасности на транспорте определяет, что вероятной причиной этого происшествия было пилотирование вторым пилотом и неэффективный контроль командиром нестабилизированного захода на посадку, что привело к снижению ниже опубликованного профиля снижения. Причиной происшествия стало ухудшение работоспособности командира в результате употребления им кокаина до происшествия.Оригинальный текст (англ.)The National Transportation Safety Board determines that the probable cause of this accident was the first officer's flying and the captain's ineffective monitoring of an unstabilized approach which resulted in a descent below the published descent profile. Contributing to the accident was the degradation of the captain's performance resulting from his use of cocaine before the accident.
Представитель NTSB заявил, что эта катастрофа стала первым задокументированным случаем в истории авиации, когда причиной крушения коммерческого пассажирского рейса стало употребление кокаина членом экипажа.

## Культурные аспекты
Катастрофа рейса 2286 Trans-Colorado Airlines показана в 16 сезоне канадского документального телесериала Расследования авиакатастроф в серии Приближение опасности, вышедшей в эфир в июле 2016 года.